# پولیا ۲۹۶۴۶
سیارک ۲۹۶۴۶ (به انگلیسی: 29646 Polya، نامگذاری:1998WJ) بیست و نه هزار و ششصد و چهل و ششمین سیارک کشف شده‌است که در ۱۶ نوامبر ۱۹۹۸ کشف شد.